# Saxegothaea conspicua

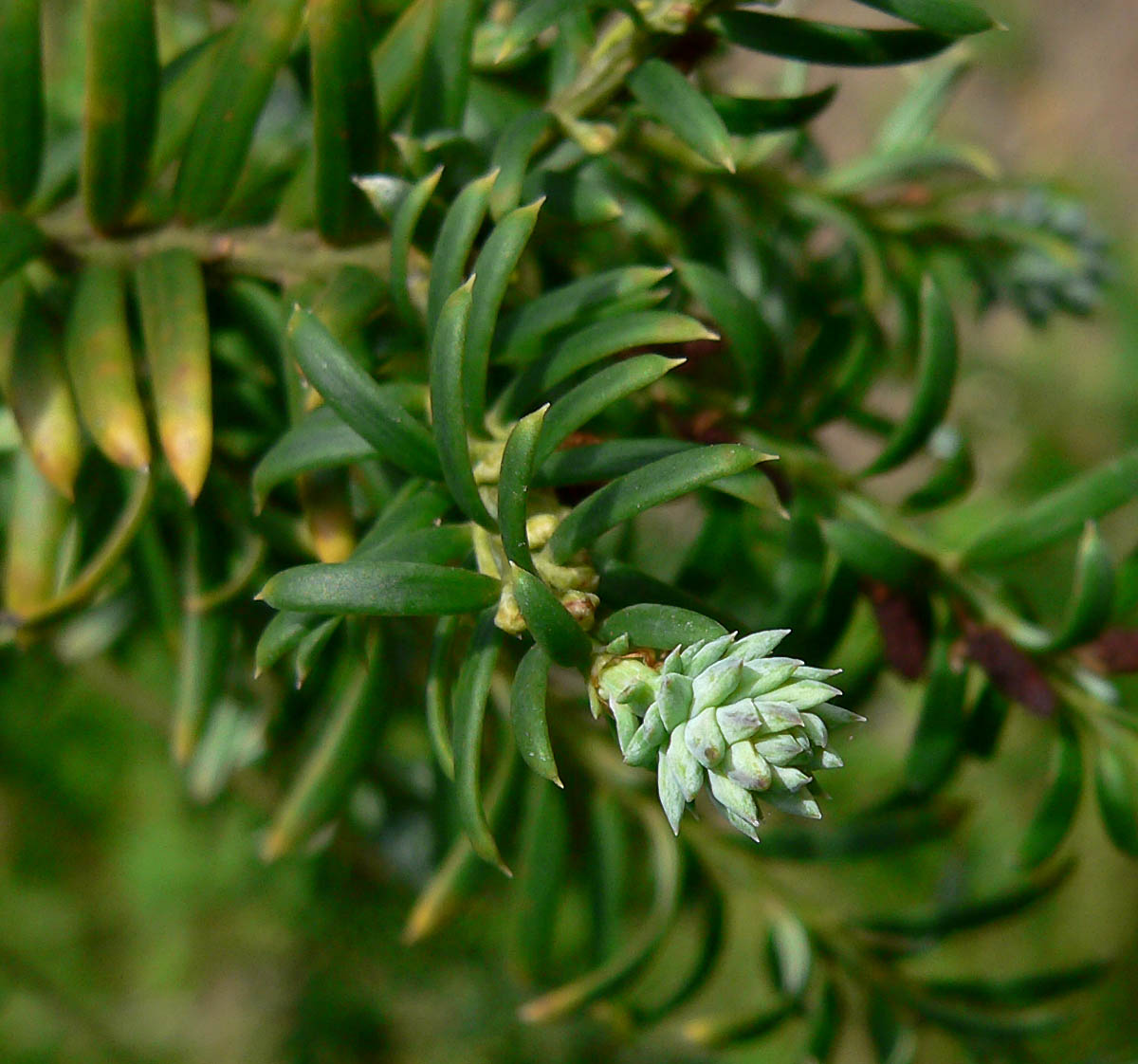
Samičí šištice

Saxegothaea conspicua je jehličnatý strom z čeledě nohoplodovitých rostoucí
v Jižní Americe, jediný druh monotypického rodu Saxegothaea.

## Výskyt
Ve volné přírodě vyrůstá pouze v Patagonii, hlavně v chilských regionech Maule, Bío-Bío, Araukánie, Los Lagos a Aysén, přibližně od 35° po 46° jižní zeměpisné šířky s přesahy za hranici do Argentiny. Vyskytuje se v Andách v nadmořské výšce od 700 do 2000 m n. m. ve vlhkých oblastech s častými dešťovými srážkami, kde netrvá období sucha déle než měsíc. Dospělý strom toleruje občasné nízké teploty (−20 °C) i pár týdnů trvající sněhovou pokrývku.

## Popis
Tato jednodomá pomalu rostoucí dřevina je strom dorůstající do výše 25 m s kmenem o výčetní tloušťce až 1 m. Šedě hnědá až purpurově hnědá, tlustá, podélně rýhovaná kůra je velmi drsná a její zkorkovatělé části se odlupují, objevuje se pak světlý podklad. V přeslenech po 3 nebo 4 vyrůstají široce rozložité větve s převislými špičkami. Čárkovité až čárkovitě kopinaté, u báze zúžené v krátký řapík a na konci ostře špičaté listy vyrůstají na dlouhých výhonech ve šroubovici a na postranních ve dvou řadách. Jsou dlouhé od 15 po 25 mm a široké 2 až 3 mm, kožovité a tvrdé. Svrchu mají barvu tmavozelenou a zespod jsou dva modravě bílé pruhy oddělené výrazně zeleným středním žebrem.
Válcovité hnědé samčí šištice asi 5 mm dlouhé, vyrůstající na špičkách krátkých výhonků v úžlabí listů, produkují četná pylová zrna s dvěma vzduchovými vaky. Téměř kulovité samičí šištice mají v průměru 1 až 1,5 cm a objevují se koncích větviček na stopkách dlouhých 1 cm, jejich střechovitě uspořádané šupiny jsou se širokou bází a špičatými konci. V šišce po opylení dozrává 6 až 12 mírně vejčitých, hnědých semen o průměru 3 mm s tvrdým osemením.

## Význam
Dřevo těchto jihoamerických endemitů je velice kvalitní a v minulosti se často využívalo v truhlářství, převážně pro výrobu nábytku. V poslední době se jeho těžba snižuje, neboť početní stavy Saxegothea conspicua rapidně klesají a dřevo se stává vzácné. Podle IUCN je tato dřevina řazena mezi téměř ohrožené (NT).